# Municipio de Christiania (Dakota del Norte)
El municipio de Christiania (en inglés: Christiania Township) es un municipio ubicado en el condado de Burleigh en el estado estadounidense de Dakota del Norte. En el año 2010 tenía una población de 37 habitantes y una densidad poblacional de 0,4 personas por km².

## Geografía
El municipio de Christiania se encuentra ubicado en las coordenadas 46°57′9″N 100°15′18″O / 46.95250, -100.25500. Según la Oficina del Censo de los Estados Unidos, el municipio tiene una superficie total de 93.25 km², de la cual 93,15 km² corresponden a tierra firme y (0,11 %) 0,1 km² es agua.

## Demografía
Según el censo de 2010, había 37 personas residiendo en el municipio de Christiania. La densidad de población era de 0,4 hab./km². De los 37 habitantes, el municipio de Christiania estaba compuesto por el 91,89 % blancos, el 5,41 % eran amerindios y el 2,7 % eran de una mezcla de razas. Del total de la población el 0 % eran hispanos o latinos de cualquier raza.